# K-11
K-11 è un film del 2012 scritto e diretto da Jules Stewart.
Questo film segna il debutto dietro la macchina da presa di Jules Stewart, madre dell'attrice Kristen Stewart, che finora aveva svolto solo ruoli secondari nel mondo del cinema, come supervisore di sceneggiatura.

## Trama
Il produttore musicale Raymond Saxx Jr. si trova in prigione. Scopre ben presto di non trovarsi però in una comune galera, ma nella sezione K-11, cioè la parte riservata a gay, lesbiche, transgender e bisessuali, mescolati liberamente tutti assieme. In questo particolare settore del carcere fa la conoscenza di Mousey, capo indiscusso dei detenuti che comanda la prigione con violenza, e dell'indifesa Butterfly. Raymond dovrà sopravvivere dentro questo inferno e cercare di rendere possibile una nuova vita in libertà.

## Produzione

### Riprese e location
Le riprese del film sono iniziate il 18 luglio 2011 e sono state effettuate nella città di Monterey Park, in California, ed all'interno del Sybil Brand Institute, prigione di Los Angeles.

### Cast
Il personaggio di Butterfly fu inizialmente pensato e scritto per Kristen Stewart, figlia della regista e sceneggiatrice della pellicola Jules, ma il ruolo andò poi a Portia Doubleday. All'interno del cast vi è comunque un membro della famiglia della regista, difatti Cameron B. Stewart è il figlio maggiore della donna.

## Promozione
La regista Jules Stewart ha descritto il suo film come un "Alice in un brutale e violento paese delle meraviglie".

## Distribuzione
Il primo trailer del film viene diffuso il 6 febbraio 2013, mentre il secondo trailer il 12 febbraio.
La pellicola viene presentata al Torino Film Festival il 26 novembre 2012.
Il film verrà distribuito successivamente nelle sale cinematografiche statunitensi, in numero di copie limitate, a partire dal 15 marzo 2013.